# Hans Hee

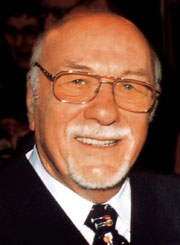
Hans Hee

Hans Hee (* 30. Januar 1924 in São Paulo, Brasilien; † 10. Dezember 2009 in Bremen) war ein deutscher Autor, Komponist und Textdichter.

## Leben
Hans Hee wuchs in Tailfingen auf, heute ein Stadtteil von Albstadt. Vor Beginn seiner Textdichterlaufbahn war Hans Hee Polizist in Bremen, wo er nach dem Krieg ansässig geworden war.
Er schrieb alle Erfolgstitel der Peheiros – so zum Beispiel Wasser ist zum Waschen da oder Susi sag noch einmal saure Sahne.
Auch die Erfolge des Sängers Ronny stammen aus der Feder von Hans Hee: Oh my darling Caroline und Kleine Annabell. 1970 schrieb er mit dem Komponisten Ronny – mit bürgerlichem Namen Wolfgang Roloff – den Titel Sierra Madre del Sur. Dieses Lied wurde im Laufe der Jahre in mehr als 200 Coverversionen aufgenommen und ist ein Wiesnklassiker. Im Jahr 2000 wurde es in der Version der Schürzenjäger Lied des Jahres und gewann damit die Krone der Volksmusik.
Bis auf drei Lieder schrieb Hans Hee alle Lieder und Erfolge für den damaligen Kinderstar Heintje wie u. a. Ich bau dir ein Schloss, Schneeglöckchen im Februar, Ich sing ein Lied für dich oder Oma so lieb, wozu auch die englischsprachigen Übersetzungen gehören.
Seit 1990 produzierte Hans Hee die Mühlenhof Musikanten, deren Erfolge alle aus seiner Feder stammen – darunter die Hits An de Küst  und Dat noch in hundert Johren, Ach könnt man doch ein Rembrandt sein.
Hans Hee war bis 2006 stellvertretender Vorsitzender des Aufsichtsrates der GEMA und von 1993 bis 2007 Präsident des Deutschen Textdichter-Verbandes.

## Preise und Auszeichnungen
- GEMA Ehrenring
- GEMA-Ehrenmitgliedschaft
- Goldene Europa
- Goldener Oskar der Plattenfirma Montana
- Zwei Goldene Löwen von Radio Luxemburg (1968 und 1969)
- Krone der Volksmusik 2000
- Ehrenmedaille für Verdienste um die Förderung der Musik des DMV 2004[1]
- Willy-Dehmel-Preis 1993
- Edelweiß 1992
- dtv-Steckbrief Hee, Hans. Deutscher Textdichter-Verband (DTV), abgerufen am 1. Dezember 2009.